# Carpasio
Carpàsio (Carpaxe in ligure) è una frazione di 163 abitanti che ospita la sede comunale del comune italiano di Montalto Carpasio della provincia di Imperia in Liguria.

## Geografia fisica
Il territorio di Carpasio comprende l'alta valle Carpasina a ridosso delle valli del Maro, di Prelà e di Rezzo. In questa zona del territorio ponentino nasce il torrente Carpasina, presso la vetta del monte Grande, corso d'acqua che poi s'immette nel torrente Argentina nella valle omonima.

## Storia

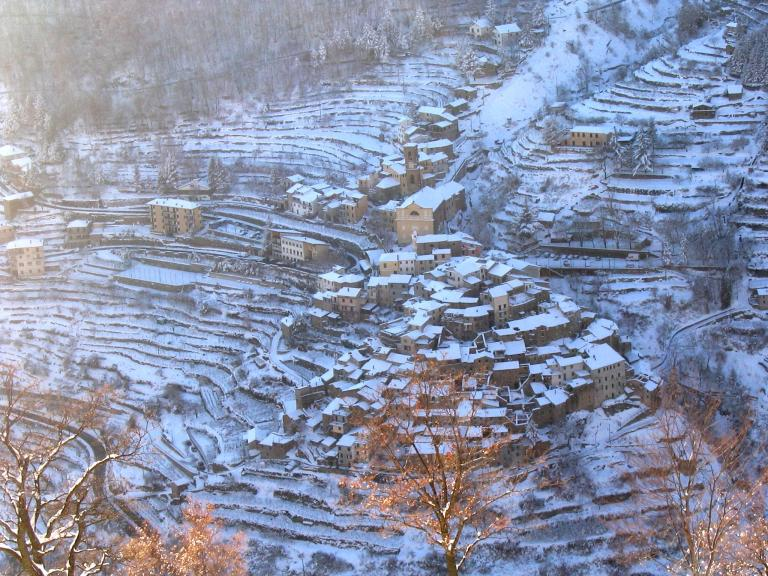
Panorama innevato del borgo carpasino

Secondo alcune fonti locali l'origine primitiva del villaggio montano risalirebbe molto probabilmente all'Età del ferro, come punto di rifugio dei primi insediamenti umani. Tracce di una postazione difensiva d'epoca preromana - un "castellaro" localmente denominato Rocca Castè - sarebbe stata identificata presso un'altura sovrastante il santuario di Nostra Signora della Ciazzima.
Frequentata dai Longobardi dopo la caduta dell'Impero romano d'Occidente, fu il re Ariperto II a cedere questa parte del territorio della valle di Oneglia, e quindi anche Carpasio, al pontefice Giovanni VII nel 706; un altro papa, Urbano II, assoggettò poi il territorio sotto la giurisdizione della diocesi di Albenga dal 2 febbraio 1100.
Il borgo venne compreso alla fine dell'XI secolo nella Marca Aleramica (nel Contado di Albenga) assieme ad altre comunità del ponente ligure, fino alla dominazione dei conti di Ventimiglia nei secoli successivi che assoggettarono tutta la valle del Maro, dell'Impero e di Prelà. La prima citazione ufficiale del borgo di Carpasio, tuttavia, è risalente ad uno scritto del 1153 con il quale il vescovo ingauno Odoardo concesse al signore del feudo di Lingueglietta il diritto di riscuotere le decime.
Secondo un documento risalente al 4 ottobre del 1234 un terzo del territorio di Carpasio fu venduto dal conte Oberto (conte di Ventimiglia e signore di Badalucco) a tre cittadini del luogo. Il 24 novembre 1259 fu il marchese di Ceva Pagano, genero di Oberto, a cedere il feudo al comune di Genova rinunciando ai propri diritti feudali; il 28 settembre 1399 il territorio carpasino fu ulteriormente diviso tra diversi signori locali, ma legati ai conti intemeli.

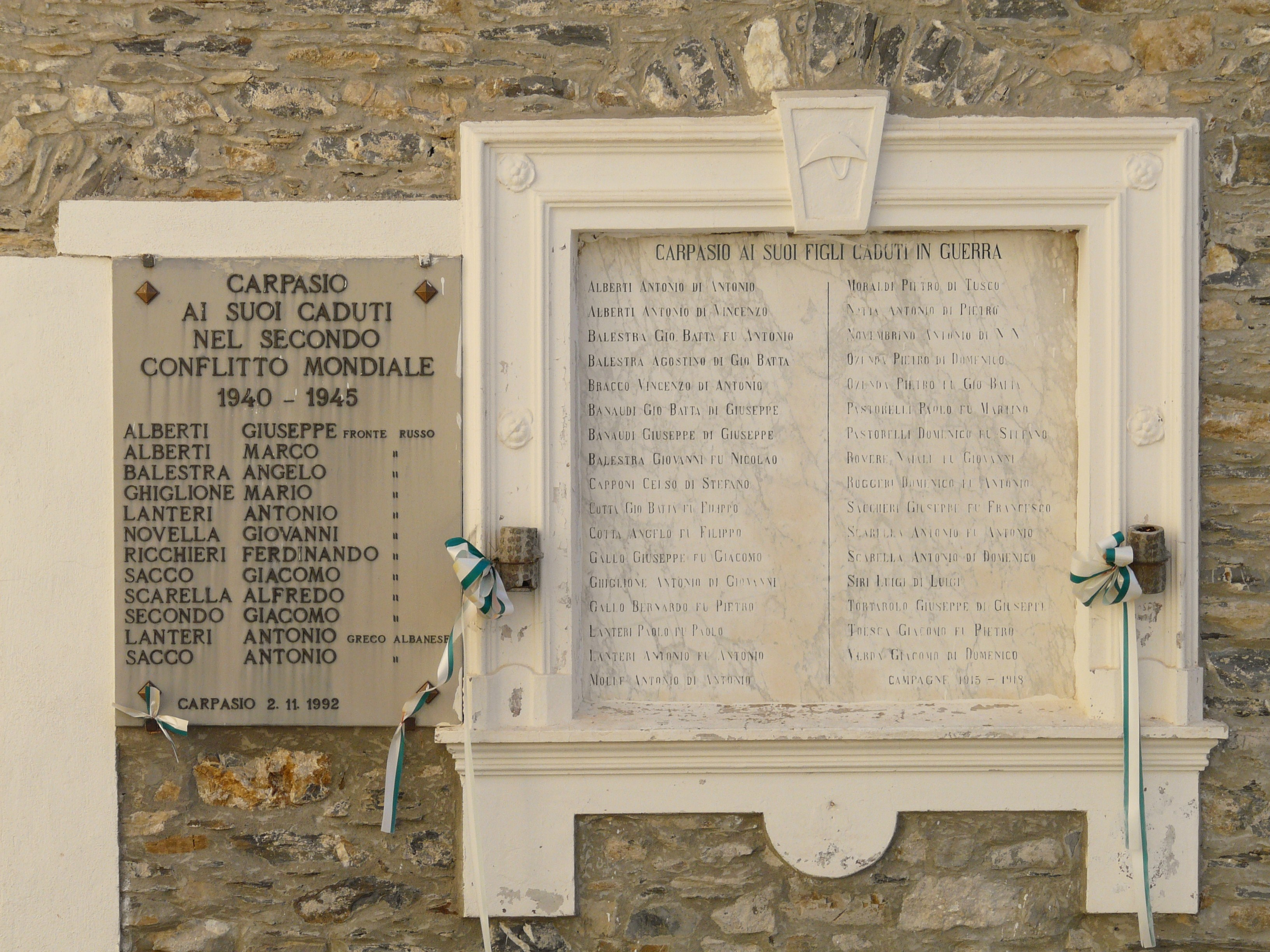
Targa-monumento ai caduti di Carpasio

Il 21 luglio del 1433 furono stilati gli "Statuti di Carpasio". In tali statuti si stabilì l'indipendenza politica e fiscale di Carpasio, amministrando pertanto proprie finanze ed interessi, ed eleggendo un podestà locale tra i signori feudali del paese.
Con atto stilato il 9 maggio 1455 il conte Garspardo di Ventimiglia vendette per la somma di 8.600 lire genovesi ad Onorato Lascaris di Ventimiglia, conte e signore di Tenda, i diritti feudali del paese causando contrasti e incomprensioni tra gli altri pretendenti del feudo. Le continue controversie sulla effettivo dominio di Carpasio consentirono infine la conquista di Emanuele Filiberto I di Savoia, che divenne l'unico signore del Maro e della contea di Tenda a partire dal 12 luglio 1575.
Gio Girolamo Doria lo elesse a sede di marchesato nel 1590, mentre nel 1620 entrò a far parte del principato omonimo dipendente dai Savoia.
Facente parte del successivo Regno di Sardegna, i territori della valle e quindi anche la municipalità di Carpasio confluirono tra il 1801 e il 1803 nella Repubblica Ligure andando a costituire l'XI cantone dell'Argentina nella Giurisdizione degli Ulivi. Annesso al Primo Impero francese, dal 13 giugno 1805 al 1814 il territorio venne inserito nel Dipartimento di Montenotte sotto l'arrondissement di Porto Maurizio.
Nuovamente inglobato nel Regno di Sardegna dal 1815, così come stabilito dal Congresso di Vienna del 1814, confluì nel Regno d'Italia dal 1861. Dal 1859 al 1927 il territorio fu compreso nel I mandamento di Borgomaro del circondario di Porto Maurizio facente parte della provincia di Porto Maurizio e, con la sua costituzione, della successiva provincia di Imperia.
Durante le ultime fasi della seconda guerra mondiale alcuni partigiani di Carpasio, facenti parte del battaglione della divisione garibaldina "Felice Cascione", intentarono una vittoriosa battaglia contro l'esercito tedesco presso la vetta del monte Grande tra il 4 e il 5 settembre 1944. E sempre a Carpasio fu fissata la sede della IV Brigata "Elsio Guarrini".
Dal 1973 al 30 aprile 2011 ha fatto parte della Comunità montana Argentina Armea.

### Montalto Carpasio
L'11 giugno 2017 si è svolto negli allora due comuni di Carpasio e Montalto Ligure un referendum consultivo per l'unificazione dei due territori in un unico ente comunale. In entrambi i centri è stato raggiunto il quorum necessario del 30% per la convalida della consultazione con il risultato similare del 77% dei voti favorevoli all'unione. Il nuovo comune denominato Montalto Carpasio, è stato istituito il 1º gennaio 2018.

### Simboli
Stemma
Gonfalone
(Descrizione araldica del gonfalone)
Lo stemma e il gonfalone del comune di Carpasio erano stati concessi con decreto del presidente della Repubblica del 9 aprile 1953.

## Monumenti e luoghi d'interesse

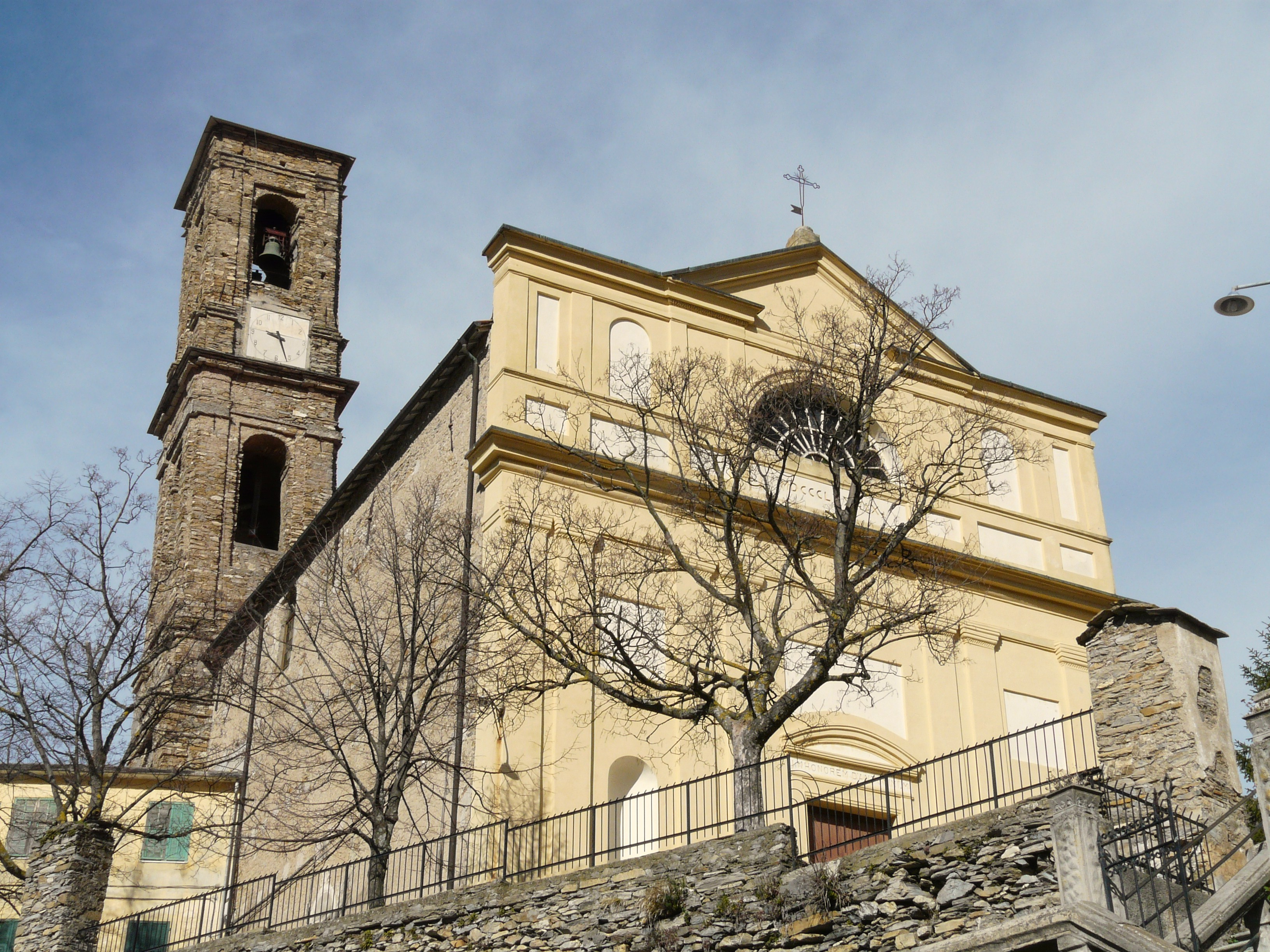
La chiesa parrocchiale di Sant'Antonino

### Architetture religiose
- Chiesa parrocchiale di Sant'Antonino nel centro storico di Carpasio. Eretta nel 1404 in stile barocco, è corredata dall'antico campanile in pietra fortemente inclinato. Fu sottoposta ad un accurato restaurato nel XVII secolo.
- Chiesa di San Giovanni Battista del XIV secolo, primitiva parrocchiale del borgo, sita nella parte bassa del paese. Conserva l'abside originaria databile tra i secoli XII e XIII.
- Oratorio della Santissima Annunziata nel centro storico di Carpasio. La costruzione è risalente all'epoca barocca e quindi al XVII secolo. In facciata (restaurata) è presente un affresco raffigurante l'Annunciazione e analoga scena ritrae un dipinto conservato all'interno dell'edificio.
- Cappella di San Bernardo, a nord dell'abitato carpasino.
- Cappella dei Santi Carlo e Rocco, ad ovest dell'abitato, databile tra il 1579 e il 1583.
- Cappella di Sant'Antonio, a sud del centro storico di Carpasio.
- Cappella di San Sebastiano, ad oriente del centro storico, risalente nel primo impianto al medioevo, ma rifatto poi internamente in stile barocco.
- Santuario della Natività di Maria Vergine o detto anche della Madonna di Ciazzima, eretto nel 1609, distante a circa due chilometri dal centro abitato. Lungo il sentiero che porta al santuario mariano sono collocate le edicole raffiguranti le tappe della Via Crucis.
- Cappella della Madonna del Rosario nella frazione di Arzene.
- Cappella del Sacro Cuore di Gesù nella frazione di Costa.

### Aree naturali

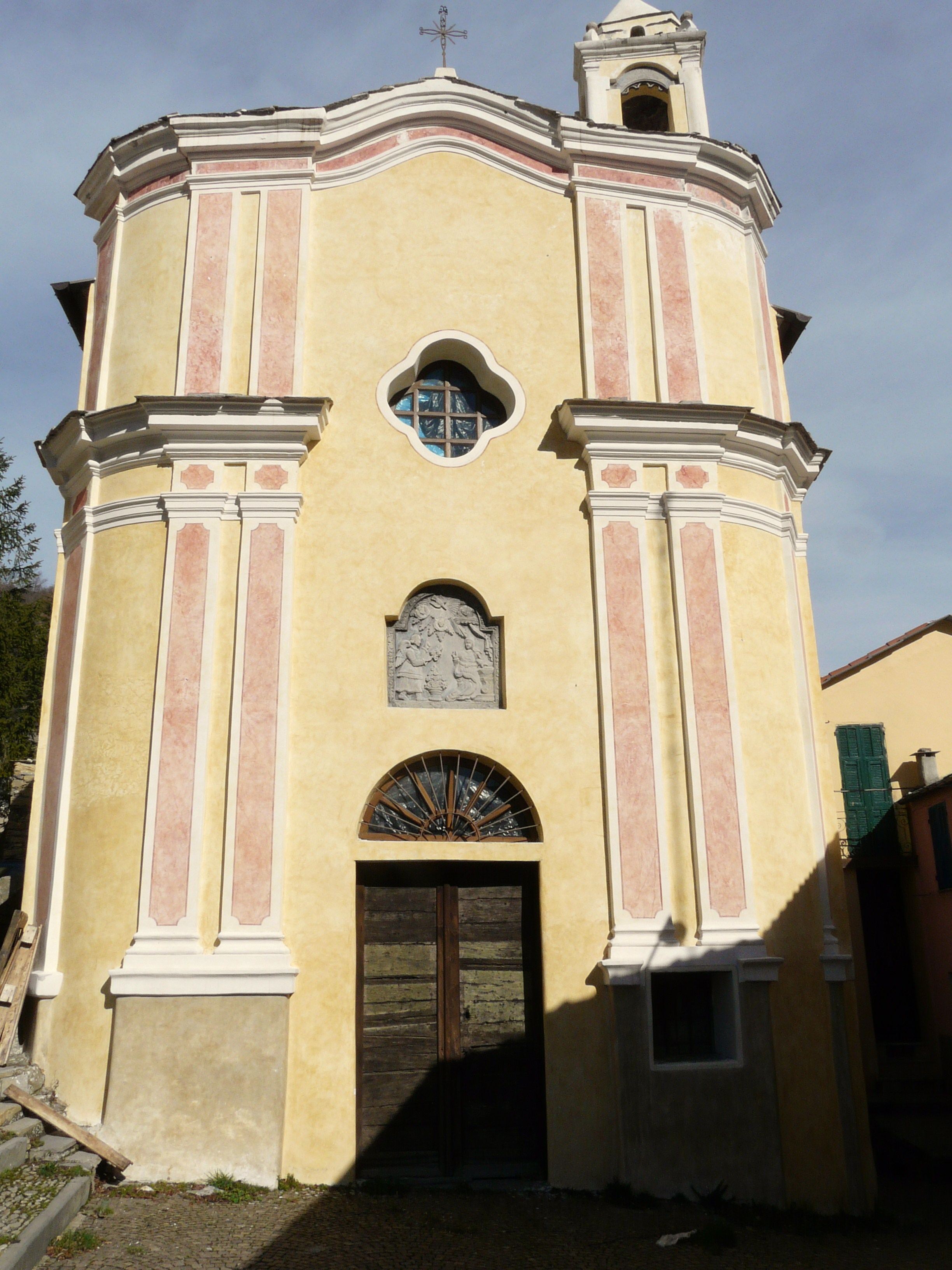
L'oratorio della Santissima Annunziata a Carpasio

Monte Carpasina è un sito di interesse comunitario (SIC) istituito con il Decreto Ministeriale del 25 marzo 2005, ai sensi della Direttiva 92/43/CEE (Direttiva Habitat).

## Società

### Evoluzione demografica
Abitanti censiti

### Etnie e minoranze straniere
Secondo i dati Istat al 31 dicembre 2014, i cittadini stranieri residenti a Carpasio erano 23, pari al 13,53% della popolazione totale.

## Cultura

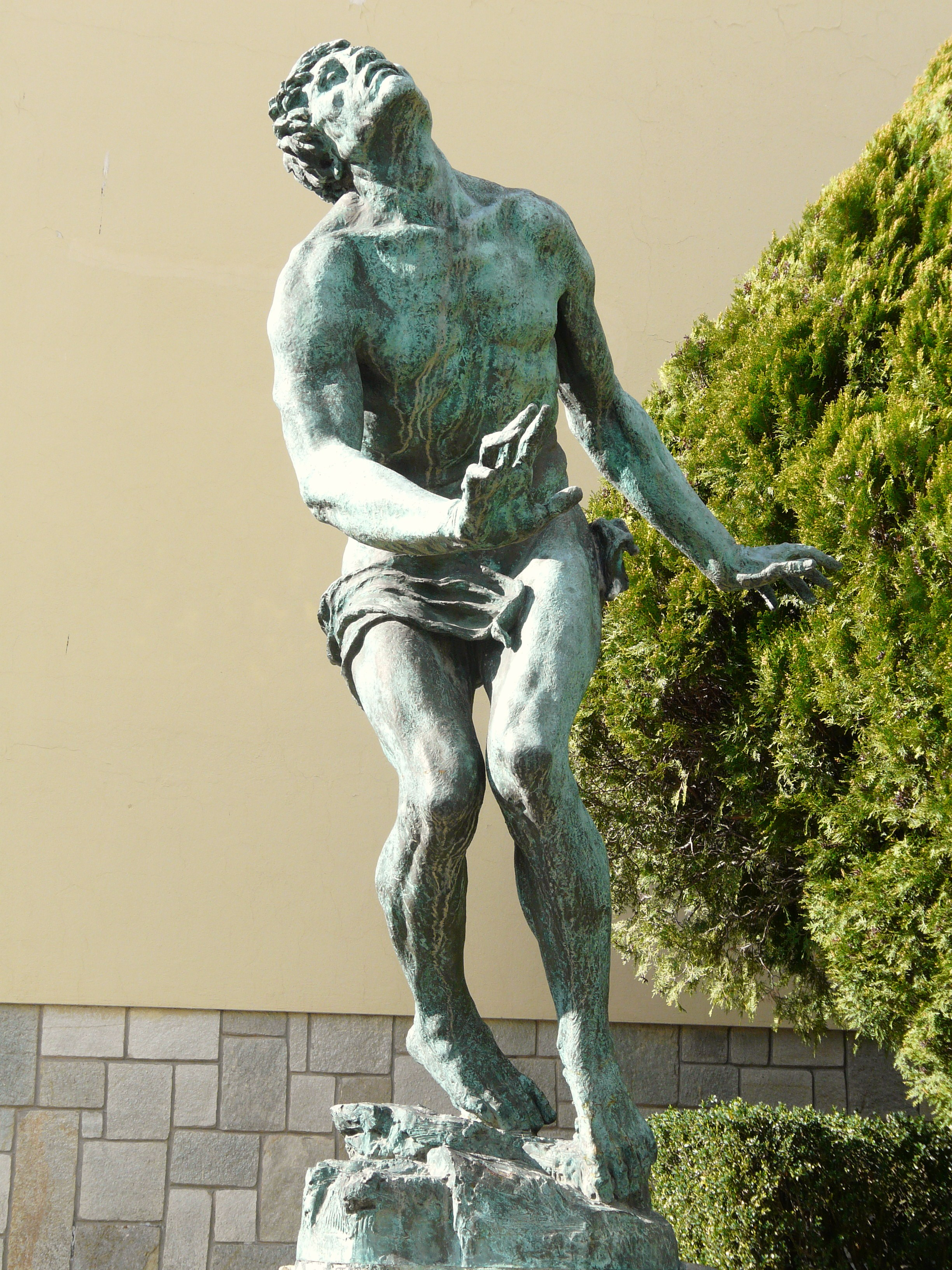
Monumento ai caduti carpasini

### Istruzione

#### Musei
- Museo storico della Resistenza. Sito in un casone nella frazione di Costa e aperto nel 1982[5] raccoglie reperti e documenti sulle battaglie dei partigiani locali nella lotta per la liberazione del paese e della valle. Tra i reperti conservati ed esposti divise, fotografie, armi, cimeli e testimonianze storiche di quel periodo bellico.
- Museo della lavanda. Inaugurato nel 2012[12] presso il centro storico di Carpasio, curato dalla locale associazione culturale Officina delle Erbe, contiene reperti e documenti sulla coltivazione della lavanda, attività tradizionalmente svolta nel paese.

## Geografia antropica
Il territorio del comune decaduto era costituito, oltre che dall'ex capoluogo comunale di Carpasio e dalle frazioni di Arzene, Costa e Fontanili anche dalle località di Colle d'Oggia, Costarossa, Costorello, Faravello, Prati Piani e Rairan per un totale di 16,29 km2.

## Economia
La principale risorsa economica della frazione è l'attività agricola, specie la coltivazione degli ortaggi (patate, fagioli, zucche, cavoli, fave, cipolle, aglio) e la produzione di olio di oliva.

## Infrastrutture e trasporti

### Strade
Il territorio di Carpasio è attraversato principalmente dalla strada provinciale 21 che gli permette il collegamento stradale con Borgomaro, a nord, innestandosi con la provinciale 24 e a sud con la frazione di Montalto Ligure.

## Ex amministrazione

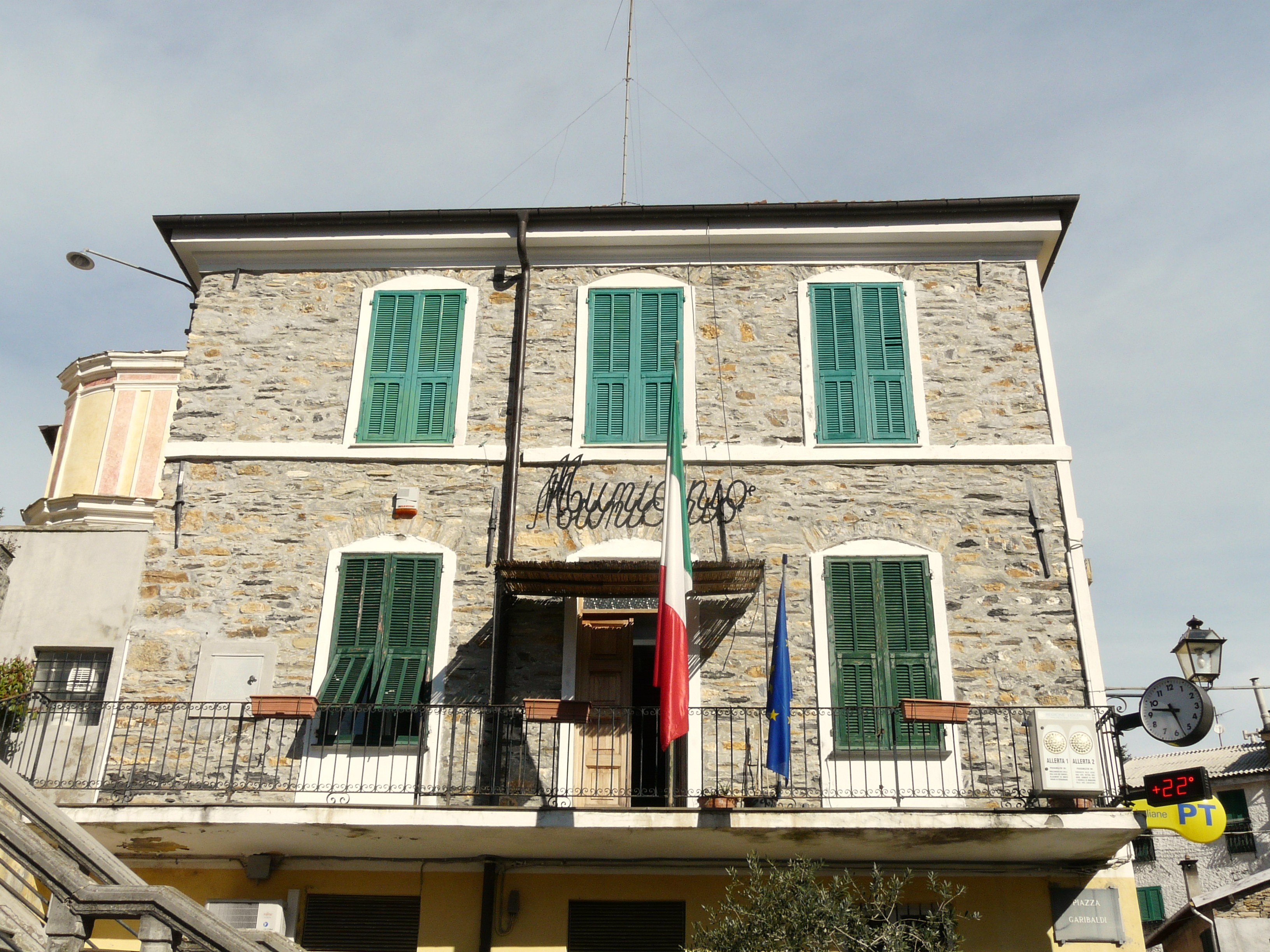
Il municipio di Montalto Carpasio, già sede comunale di Carpasio.

| Periodo        | Periodo          | Primo cittadino          | Partito                                             | Carica  | Note   |
| -------------- | ---------------- | ------------------------ | --------------------------------------------------- | ------- | ------ |
| 1915           | 1920             | Domenico Cotta           |                                                     | Sindaco |        |
| anni 1930      | anni 1930        | Antonio Cotta            | Partito Nazionale Fascista                          | Podestà |        |
| 1954           | 1975             | Maria Luisa Vita         |                                                     | Sindaco |        |
| 1985           | 1990             | Sergio Banaudi           | Democrazia Cristiana                                | Sindaco |        |
| 1990           | 1995             | Sergio Banaudi           | Democrazia Cristiana, poi Partito Popolare Italiano | Sindaco |        |
| 1995           | 1999             | Giovanni Battista Guasco | Lista civica                                        | Sindaco |        |
| 1999           | 2009             | Innocenza Cotta          | Lista civica "Carpasio 2000"                        | Sindaco |        |
| 2009           | 26 maggio 2014   | Valerio Verda            | Lista civica "Carpasio 2000"                        | Sindaco |        |
| 26 maggio 2014 | 31 dicembre 2017 | Claudio Seravalli        | Lista civica "Valle Carpasina 2014"                 | Sindaco | [ 14 ] |

### Gemellaggi
Carpasio era gemellata con:
- Saorge, dal 2006

### Altre informazioni amministrative
Carpasio faceva parte dell'Unione dei comuni delle Valli Argentina e Armea.